# Commercial Utility Cargo Vehicle
Commercial Utility Cargo Vehicle (CUCV; /ˈkʌkviː/ KUK-vee), позднее Light Service Support Vehicle (LSSV) — программа по созданию транспортных средств для обеспечения вооружённых сил США малотоннажными грузовыми автомобилями общего назначения на базе гражданских грузовых шасси.
Среди производителей, поставляющих автомобили для армии США — Chrysler (через своё подразделение Dodge), General Motors (через своё подразделение Chevrolet) и AM General.

## CUCV/COTS
Концепция Commercial Off The Shelf (COTS), реализованная в программе CUCV, изначально предназначалась для дополнения специализированной платформы Gama Goat 6 x 6. 1+1⁄4-тонные грузовики и 1⁄4-тонные «джипы» M151 приближались к концу срока службы в середине 1970-х годов. Первоначально в конце 1970-х годов грузовые автомобили Dodge D Series поставлялись в нескольких военных модификациях. В середине 1980-х годов автомобили Chevrolet C/K заменили автомобили Dodge в модификациях CUCV I и CUCV II. В 2000 году автомобили GM CUCV подверглись серьёзной модернизации, и их название было изменено на Light Service Support Vehicle (LSSV).
Автомобили повышенной проходимости предназначены для выполнения «фоновых» задач, таких как транспортировка грузов, войск, оказание первой помощи и обеспечение связи. Автомобили повышенной проходимости не предназначены для непосредственного участия в боевых действиях, о чём свидетельствует отсутствие у них пуленепробиваемости и защиты от боеприпасов. Как и многие другие детали автомобиля, лобовое стекло, стекло кабины и кузовные панели гражданского назначения не обеспечивают защиты от огнестрельного оружия или взрывчатых веществ. В итоге в 1980-х—1990-х годах некоторые автомобили CUCV были заменены автомобилями HMMWV.
Вооружённые силы США продолжали использовать CUCV в течение длительного времени после истечения срока их эксплуатации. Автомобили CUCV всех поколений до сих пор находятся на вооружении США, хотя многие M880/M890 и CUCV были проданы гражданским лицам. CUCV и LSSV используются в качестве вспомогательных транспортных средств для военной полиции, перевозки войск, контроля полигонов, а также обслуживания объектов и ремонта.

## Dodge M8XX
В 1973 году корпорация Chrysler начала разрабатывать военные версии своих гражданских грузовиков Dodge. В 1976 году в рамках крупного контракта в производство были запущены автомобили серии M880/M890, призванные заменить предыдущие модели Dodge M37 и Kaiser Jeep M715 (включая их модификации). Грузовые автомобили M880/890 были приняты на вооружение в рамках программы Министерства обороны США по использованию коммерческих транспортных средств с соответствующими модификациями там, где это было возможно. Бронированный вариант был разработан компанией Cadillac Gage под названием Ranger. Почти десять лет грузовые автомобили Dodge называли «880», «890» или «five-quarter» (понятие «CUCV» появилось только в 1980-х годах, когда корпорация GM получила контракт на замену грузовиков M880/890).
1+1⁄4-тонные грузовые автомобили серии M880 были созданы на базе 3⁄4-тонного гражданского автомобиля Dodge D200 с колёсной формулой 4×2. В Канаду автомобили поставлялись с четырёхступенчатой трансмиссией Power Wagon.
Напряжение бортовой системы автомобилей Dodge серии M880/M890 составляет 12 вольт. Некоторые модификации имеют отдельную 24-вольтовую систему для питания устройств связи, но это исключало возможность установки гидроусилителя руля, так как место для насоса занимал 24-вольтовый генератор. В тот период бензиновый двигатель не соответствовал тенденциям перехода военной техники на дизельные двигатели. Отсутствие гидроусилителя руля затрудняло движение по бездорожью, в ограниченном пространстве и при расчистке снега (хотя большинство гражданских моделей и моделей для ВВС оснащались гидроусилителем руля). На протяжении 1976—1977 годов было выпущено около 44000 единиц M880/M890, которые использовались армией и ВВС до конца 1990-х годов.

### Технические характеристики
Все модели M880/M890 оснащались 5,2-литровым бензиновым двигателем Chrysler объёмом 318 кубических дюймов с двухкамерным карбюратором Carter или Holley. Мощность составляла 110 кВт (150 л. с.), а крутящий момент — 310 Н·м. Многие модели были оснащены трёхступенчатой автоматической трансмиссией Loadflite 727. В модели M880 применялась двухступенчатая раздаточная коробка New Process Gear NP203. Конструкцию дополняли передняя ось Dana 44 (с передаточным числом 4.10:1) и плавающая задняя ось Dana 60 (с передаточным числом 4:10.1). Передние тормоза дисковые, задние — барабанные. Максимальная скорость, разрешённая военными, составляла 110 км/ч.

### Модификации
- M880 — пикап с колёсной формулой 4×4
- M881 — версия M880 с дополнительным 24-вольтовым генератором на 100 ампер
- M882 — версия M881 с дополнительным 24-вольтовым генератором на 60 ампер и коммуникационным оборудованием
- M883 — версия M881 с выдвижным защитным комплектом
- M884 — версия M880 с 24-вольтовым генератором на 100 ампер и выдвижным укрытием с креплениями
- M885 — версия M880 с выдвижным защитным комплектом и креплениями
- M886 — санитарный автомобиль на базе M880
- M887 — автомобиль техпомощи на базе M880
- M888 — тактический автомобиль на базе M880
- M890 — пикап с колёсной формулой 4×2
- M891 — версия M890 с дополнительным 24-вольтовым генератором на 60 ампер
- M892 — версия M890 с дополнительным 24-вольтовым генератором на 60 ампер и комплектом средств связи
- M893 — санитарный автомобиль на базе M890

### Операторы
- Израиль
- Канада
- Кувейт
- Ливан[4]
- Организация Объединённых Наций
- Пакистан
- Саудовская Аравия
- Северный Йемен
- Соединённые Штаты Америки
- Фиджи

### Галерея

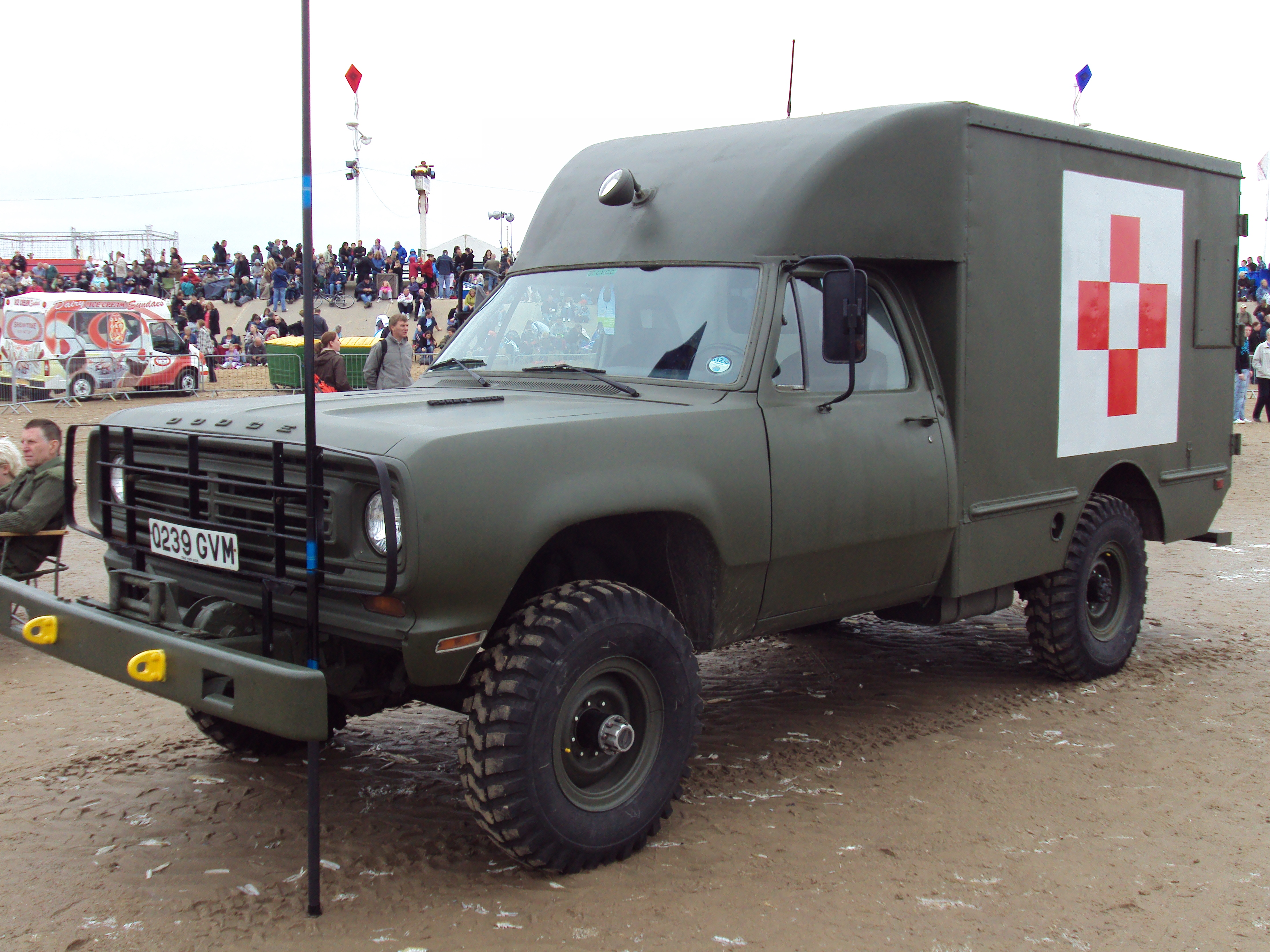
1976 M886
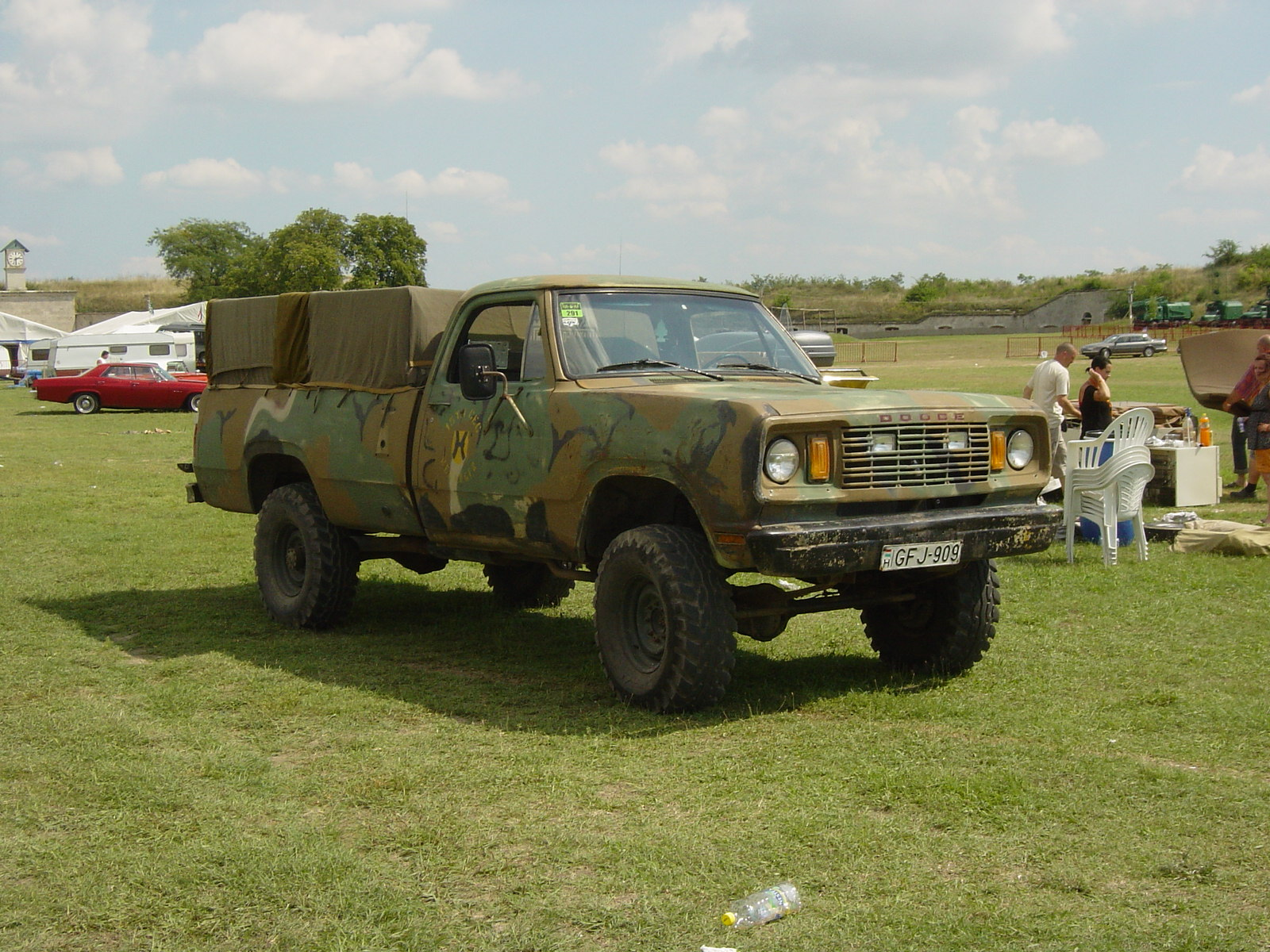
M880
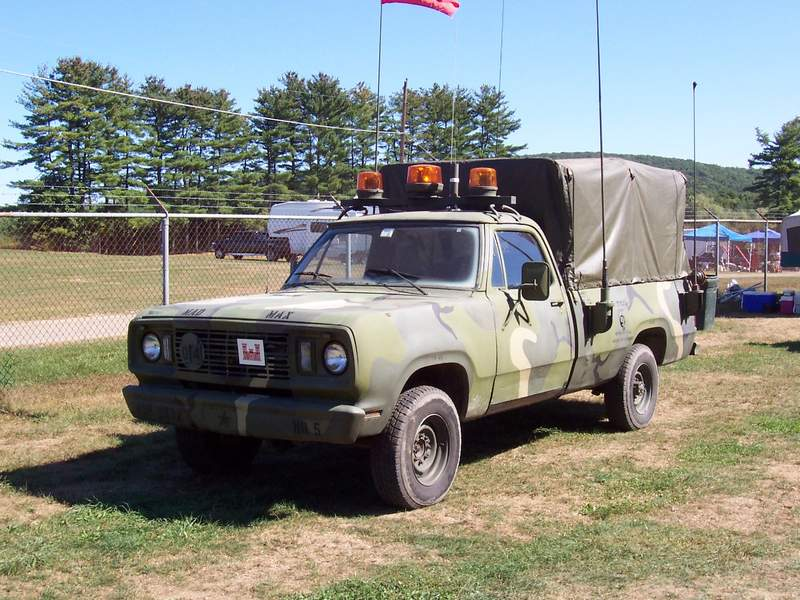
M882
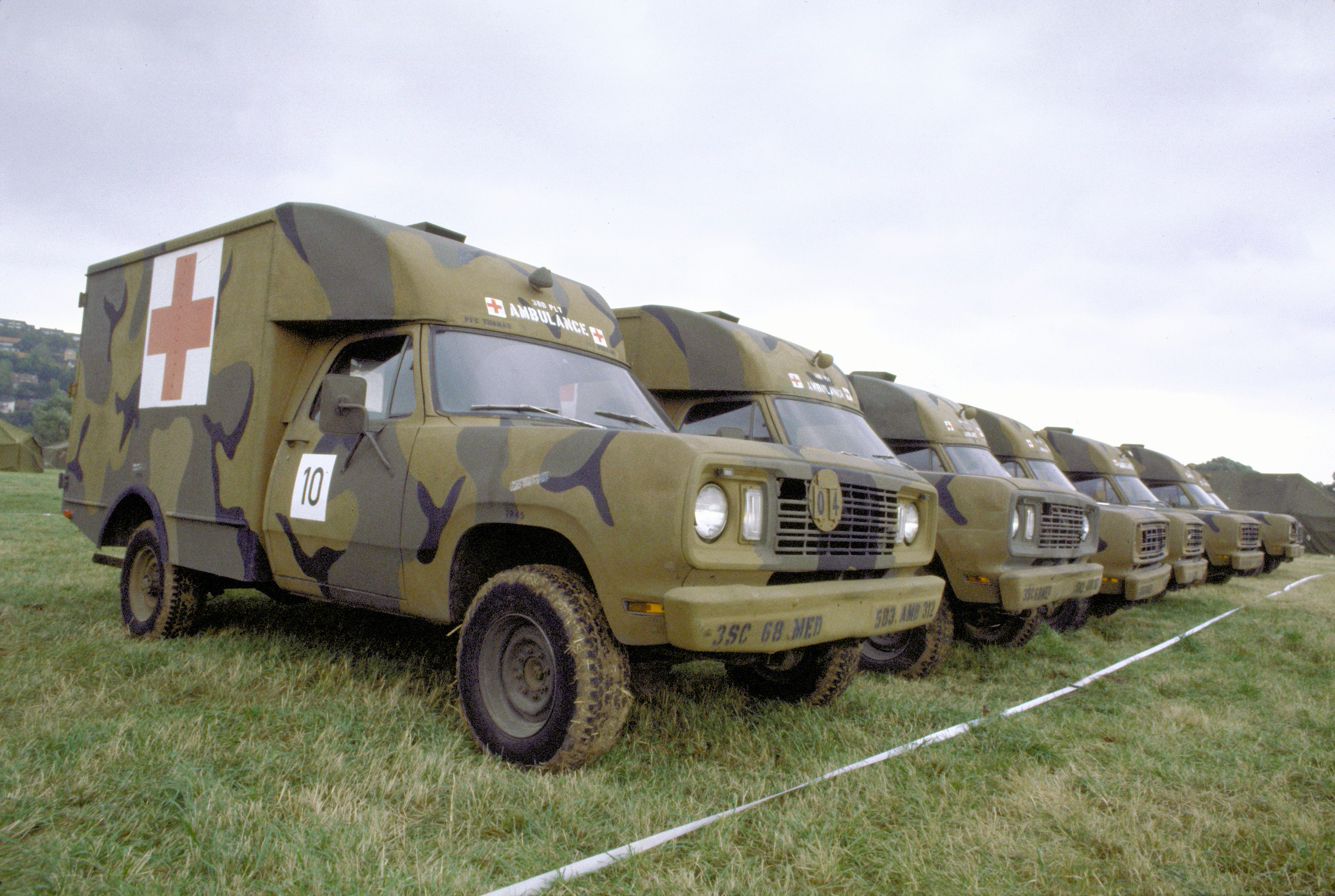
1977 M866

## General Motors
Корпорации General Motors и AM General выпускали CUCV с 1984 года в трёх разных поколениях: CUCV, CUCV II и LSSV.

### CUCV
CUCV, заменивший серию M880/M890, стал первым крупным военным грузовиком, выпущенным корпорацией General Motors после Второй мировой войны. Автомобили GM CUCV собирались, в основном, из деталей, предназначенных для тяжёлых коммерческих грузовиков. Линейка CUCV состояла из пикапов, фургонов, санитарных автомобилей и шасси. M1008 — базовый автомобиль, M1010 — санитарный автомобиль, а M1009 — версия 3⁄4-тонного внедорожника Chevrolet K5 Blazer с улучшенными характеристиками. За исключением M1009, все автомобили были рассчитаны на 11⁄4 тонну, хотя грузоподъёмность некоторых из них превышала этот показатель. Существовали варианты повышенной грузоподъёмности, в том числе M1028, M1028A1, M1028A2 и M1028A3 с мобильным укрытием для командных, коммуникационных или разведывательных операций. M1031 — шасси. Все грузовые автомобили были рассчитаны на более тяжёлые грузы массой 1600 кг или 1800 кг по сравнению с грузоподъёмностью M1008 в 1300 кг. Модели M1028A2 (модернизированные M1031 или M1028A1) и M1028A3 (модернизированные M1028) имели двускатные задние колёса. Многие M1028 были модернизированы на уровне компании до уровня M1028A2 и A3. Двускатные задние колёса появились из-за того, что M1028 переворачивался на бок из-за высокого центра тяжести при перевозке оборудования.
С 1983 по 1986 год (1984—1987 модельные годы) компания GM выпустила около 70000 единиц CUCV, хотя многие модели были выпущены в 1984 году. С 1986 по 1996 год компания Chevrolet продолжала выпускать CUCV в небольших количествах, в основном для военных, которым требовалась замена существующих CUCV.

#### Технические характеристики
Все CUCV оснащались 6,2-литровым дизельным двигателем Detroit Diesel V8 серии J без системы очистки выхлопных газов. Их мощность составляла 116 кВт (155 л. с.), а крутящий момент — 325 Н·м, что на 3,7 кВт (5 л. с.) больше, чем у дизельного двигателя с системой очистки выхлопных газов того времени. Коробка передач — TH-400. Во всех моделях, кроме M1028A1 и M1031, использовался раздаточный редуктор с цепным приводом NP-208. В моделях M1028A1 и M1031 использовался трансмиссионный корпус NP-205, который в основном предназначался для мощности PTO. Максимальная скорость CUCV — 89 км/ч.

#### Оси
В M1009 Blazer использовались 10-болтовые оси (передняя и задняя) с передаточным числом 3,08:1. Задняя ось была оснащена системой автоматической блокировки дифференциала Eaton (ADL), а передняя представляла собой стандартный (открытый) дифференциал. В грузовых автомобилях M1008 использовались открытые передние оси Dana 60, а на модификации M1028 и M1031 часто устанавливался ограничитель проскальзывания Trac-Lok. В задней части M1008 использовался 10,5-дюймовый (270 мм) дифференциал с 14 болтами с системой блокировки No-Spin (торговое название Detroit Locker). Задние мосты у M1028A2 и A3 — Dana 70 HD. Передаточное число заднего моста составляло 4,56:1.

#### Бортовая система

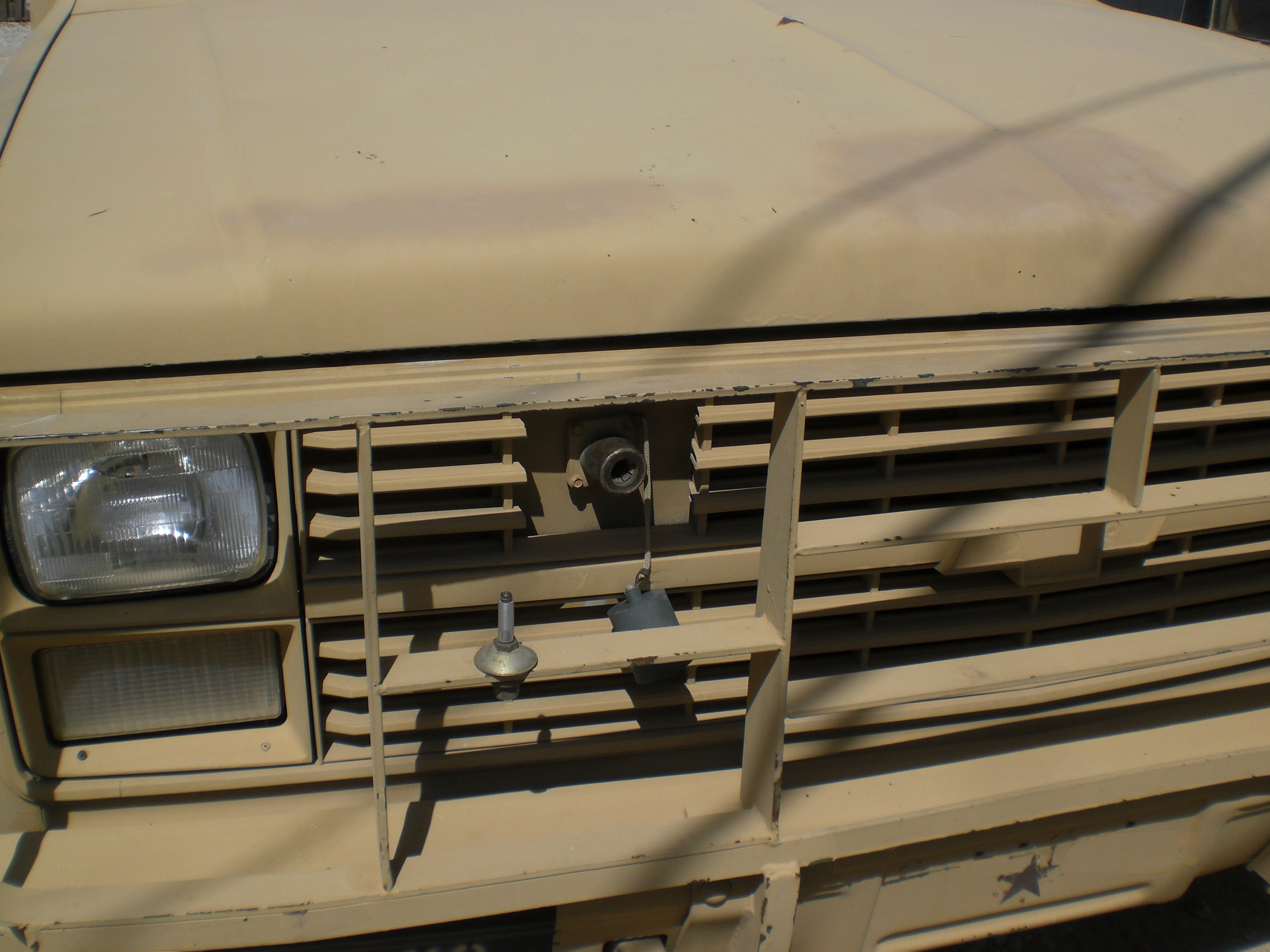
Крупный план slave-разъёма НАТО на M1009

Как и в других военных автомобилях, в CUCV использовалась 24-вольтовая электрическая система.
На самом деле это была гибридная 12/24-вольтовая система, в которой 24 В использовались под капотом для стартера, вольтметра, цепи свечей накаливания дизельного двигателя, а также для обязательного вспомогательного разъёма НАТО для запуска любого 24-вольтового транспортного средства НАТО и подключения военных радиостанций. Остальная часть грузового автомобиля работала на 12 В.
CUCV был оснащён двумя 12-вольтовыми аккумуляторами и двумя 12-вольтовыми генераторами на 100 ампер. Один генератор изолирован от земли и соединён последовательно с другим. Оба генератора вырабатывают 24 вольта с центральным отводом на 12 вольт, как в бытовой системе распределения 240/120 вольт. Напряжение 12 вольт относительно земли подаётся с центрального отвода.

#### Модификации
- M1008 — базовая модель General Motors K30903, за исключением раздаточной коробки NP208, в то время как гражданская модель оснащалась раздаточной коробкой NP205. Модель M1008 была самой распространённой из грузовиков CUCV. В кузове часто устанавливались сиденья для восьми человек. В комплектацию входили кенгурятник, буксировочные крюки спереди и сзади, а также шкворень. Грузовики M1008 рассчитаны на буксировку грузов массой 1400 кг и часто использовались для буксировки 3⁄4-тонного прицепа M101.
- M1008A1 — версия M1008 с дополнительным 24-вольтовым генератором на 100 ампер и комплектом средств связи.
- M1009 — служебная версия Chevrolet K5 Blazer, предназначенная для управления и контроля, а также для перевозки офицеров. Чаще всего их можно увидеть с с установленными радиостанциями, однако из-за больших квадратных трубчатых креплений заднее сиденье нельзя опустить. M1009 рассчитан на полезную нагрузку 540 кг и буксируемый груз массой 1400 кг. На шасси были установлены усиленные пружины GM, а задний мост крепился на 10 болтах. Автомобиль был оснащён шинами 10.00-15, коробкой передач с передаточным числом 3,08 и системой автоматической блокировки заднего дифференциала Eaton.
- M1010 — санитарный автомобиль на базе M1008.
- M1010 [USMC Command] — командный автомобиль Корпуса морской пехоты США (USMC).
- M1010 [USMC Ordnance] — автомобиль для ремонта боеприпасов Корпуса морской пехоты США (USMC).
- M1028 — версия M1008 с укрытием для экипажа.
- M1028A1 — версия M1008 с навесным оборудованием, работающим от вала отбора мощности.
- M1028A2 — версия M1008 с двускатными задними колёсами и валом отбора мощности.
- M1028A3 — версия NP208 с двускатными задними колёсами, по аналогии с M1028A2.
- M1028FF — пожарный автомобиль на базе GM1008.
- M1031 — шасси.

#### Операторы
- Албания
- Аргентина
- Греция
- Канада
- Латвия
- Литва
- Судан
- Соединённые Штаты Америки
- Эстония

#### Галерея

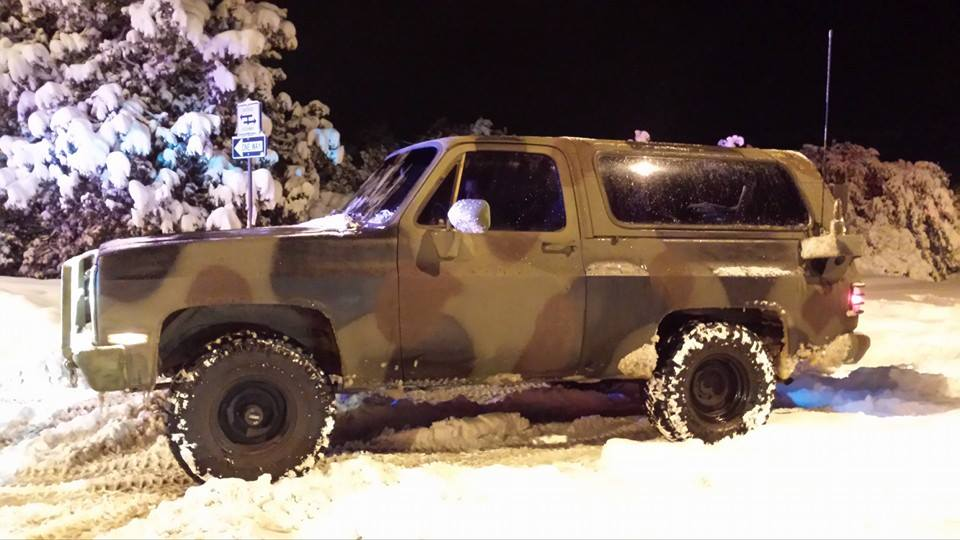
1984 M1009 CUCV в снегу
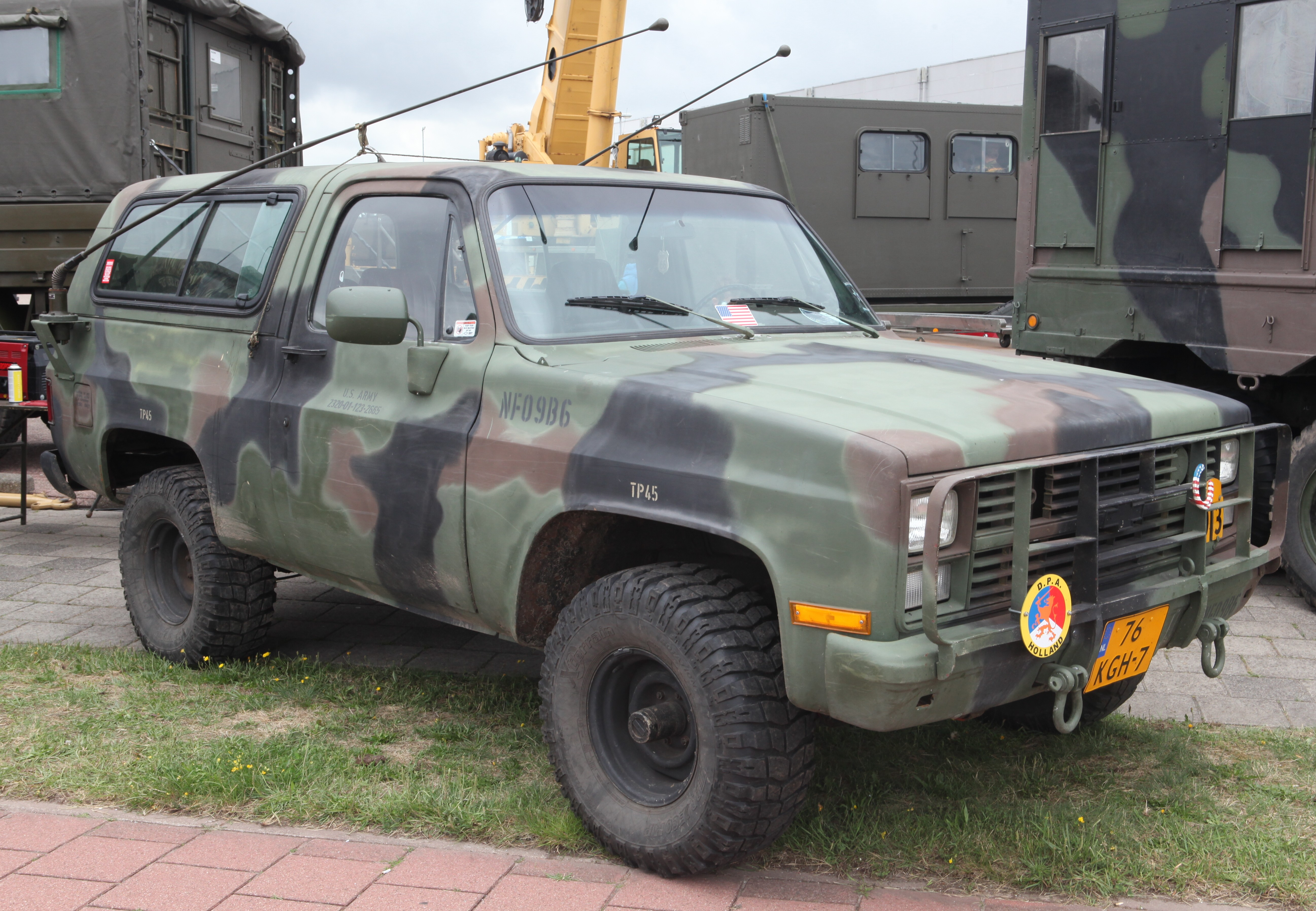
M1009
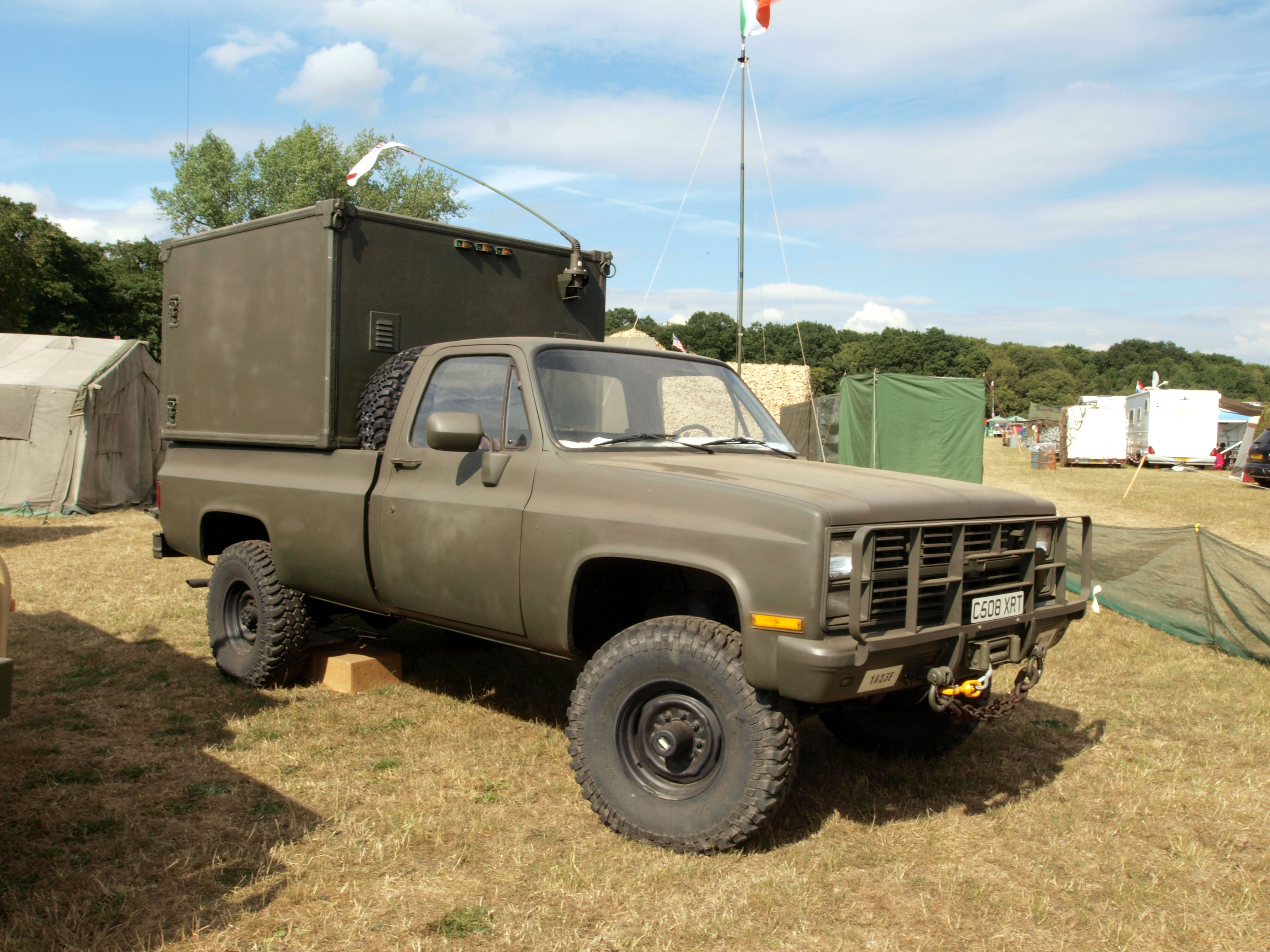
M1008A1
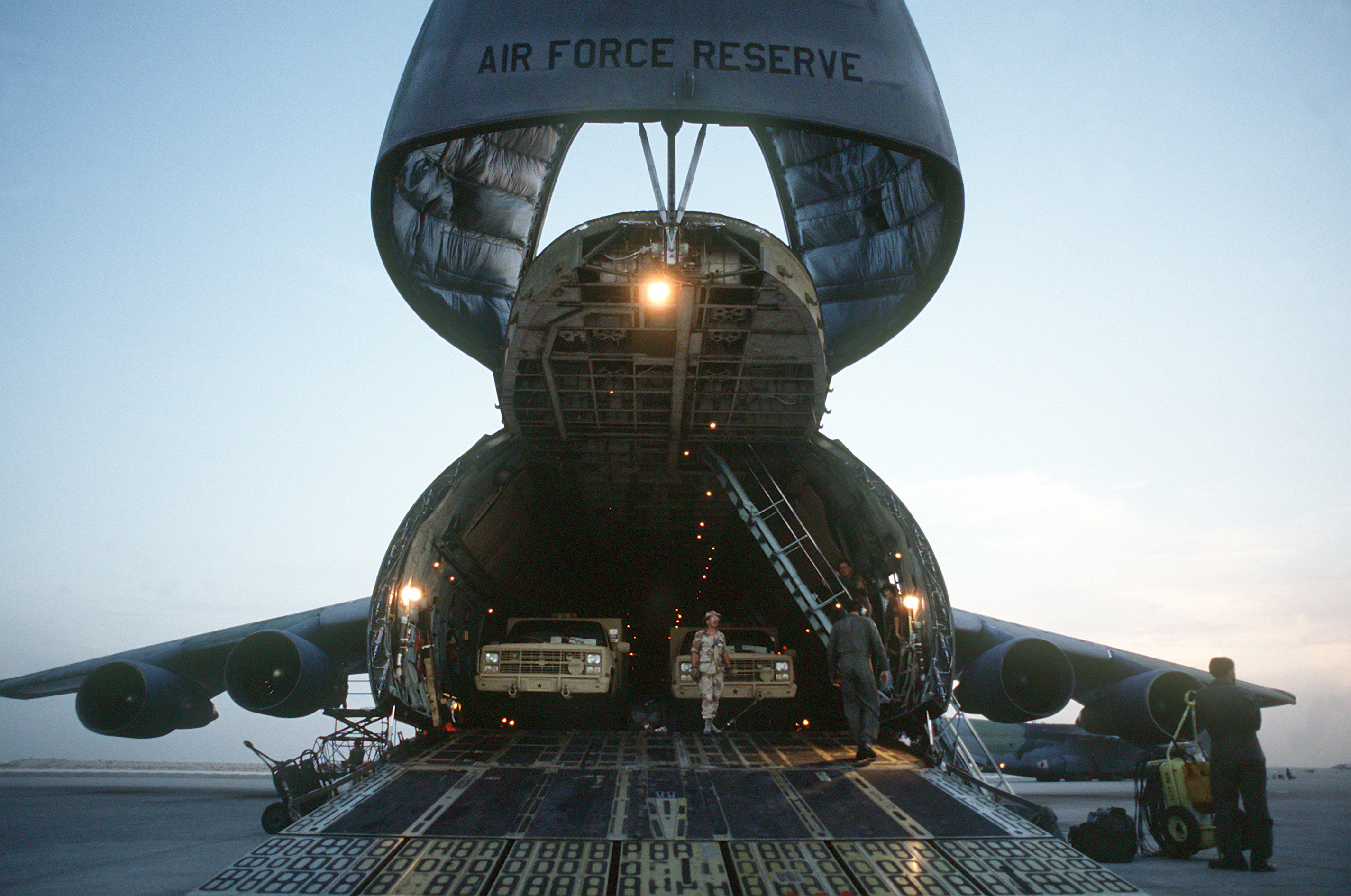
Автомобили CUCV, погруженные в резервный самолёт C-5 A, около 1990 года
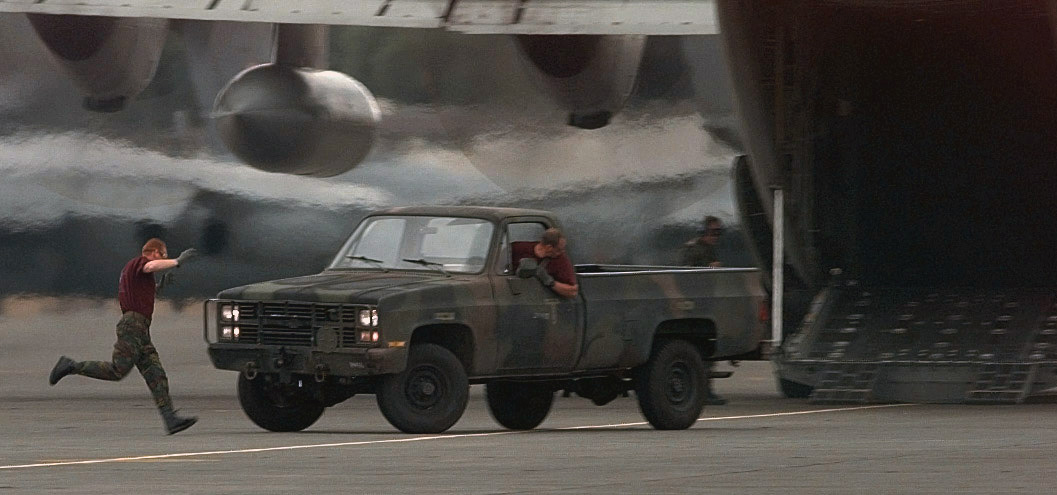
Погрузка USAF M1008 в самолёт C-130, принадлежащий ВВС Бельгии, 1998 год
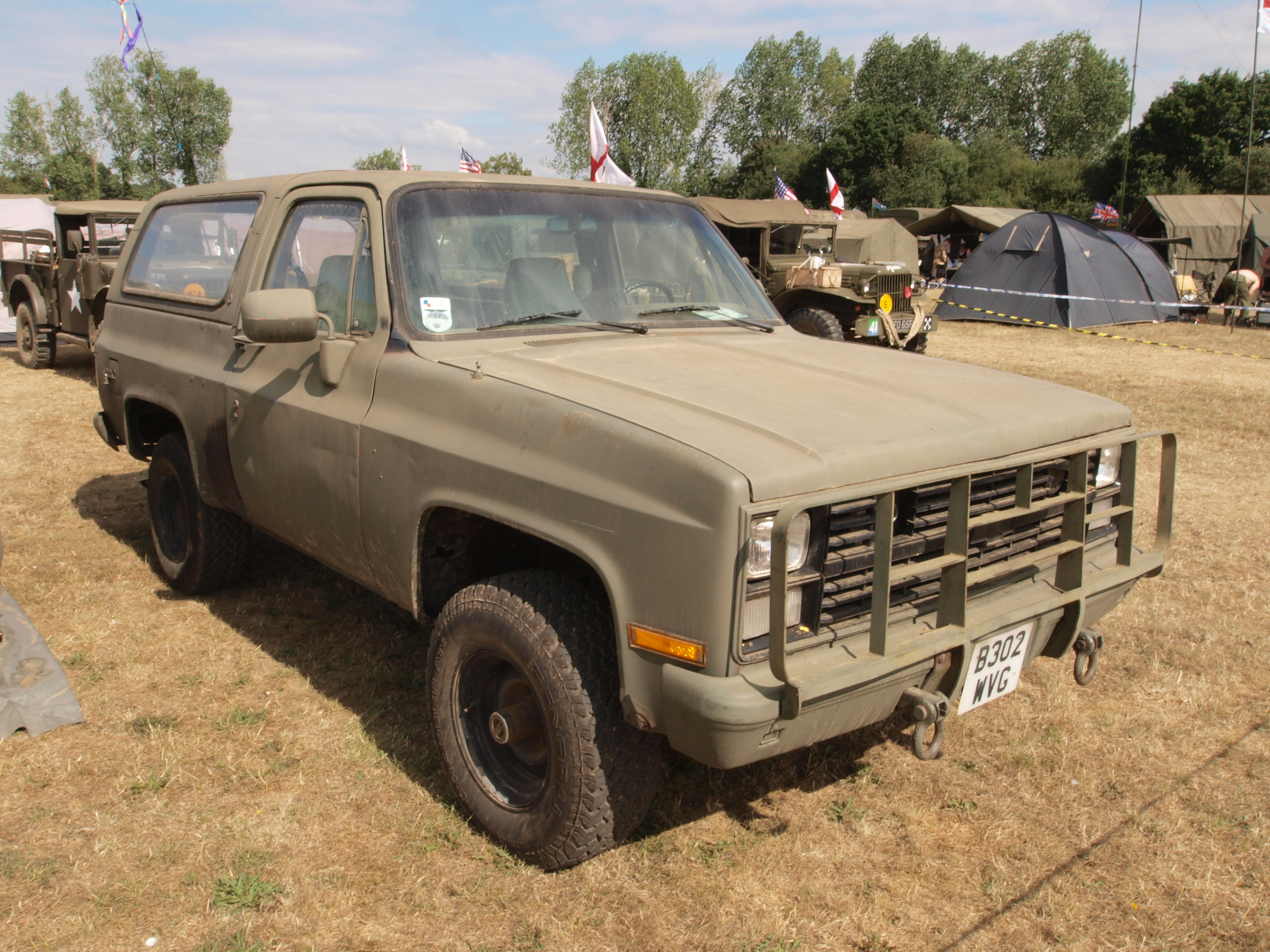
М1009

### CUCV II
В 1987 году компания GM начала производство нового поколения CUCV. ВВС США сначала закупили небольшие партии этих автомобилей, получивших название CUCV II. Выпускавшиеся до 2001 модельного года автомобили CUCV II представляли собой базовые гражданские модели Chevrolet C/K, Tahoe и Suburban, которые по специальному заказу отправлялись на другой завод для милитаризации. Изначально грузовики были белого цвета с салоном, покрытым серой виниловой плёнкой. Позднее автомобили стали окрашиваться в цвета CARC (лесной зелёный, песочный или трёхцветный камуфляж). Также были внесены мелкие изменения: автомобили оснащали щётками, шкворнями, буксировочными/грузозахватными проушинами, дополнительными рессорами, увеличивающими грузоподъёмность до 5/4 тонны, и так далее. Все CUCV II оснащены 24-вольтовой системой запуска с двумя аккумуляторами, а остальная часть работает от 12-вольтовой системы.
Автомобили CUCV II оснащались 7,4-литровым бензиновым двигателем V8 (Vortec), 5,7-литровым бензиновым двигателем V8 или 6,5-литровым дизельным двигателем V8 (Detroit Diesel). Коробка передач — четырёхступенчатая автоматическая или пятиступенчатая механическая. Привод — постоянный полный. Опционально автомобили оснащались лебёдкой.

#### Модификации
- Type A — двухдверный внедорожник на базе K5 Blazer/Tahoe, вмещающий водителя и четырёх пассажиров[10].
- Type B — пикап с открытым кузовом на базе Silverado; для перевозки войск могут быть установлены сиденья[10].
- Type C — санитарный автомобиль, вмещающий 4 носилки или 8 сидячих пострадавших[10].
- Type E — перевозчик укрытий[10].
- Type F — военный носитель укрытия[10].
- Type S — четырёхдверный командный автомобиль на базе Suburban, вмещающий водителя и пятерых пассажиров[10].

#### Операторы
- Великобритания[10]
- Венесуэла[10]
- Саудовская Аравия[10]
- Соединённые Штаты Америки[10]
- Швеция[10]
- Эквадор[10]

### LSSV
В 2000 году, когда производство CUCV II было завершено, компания General Motors изменила дизайн пикапов, чтобы они соответствовали гражданским грузовикам. В 2001 году название CUCV было изменено на Light Service Support Vehicle (LSSV). В 2005 году производство LSSV было передано компании AM General, подразделению MacAndrews & Forbes. К LLSV относятся: Chevrolet Silverado 1500, Chevrolet Silverado 2500 HD, Chevrolet Tahoe или Chevrolet Suburban производства GM, оснащённый 6,6-литровым турбодизельным двигателем Duramax. Поскольку с 2001 года компания GM периодически обновляла дизайн своих гражданских пикапов и внедорожников (SUV), внешний вид LSSV также менялся.

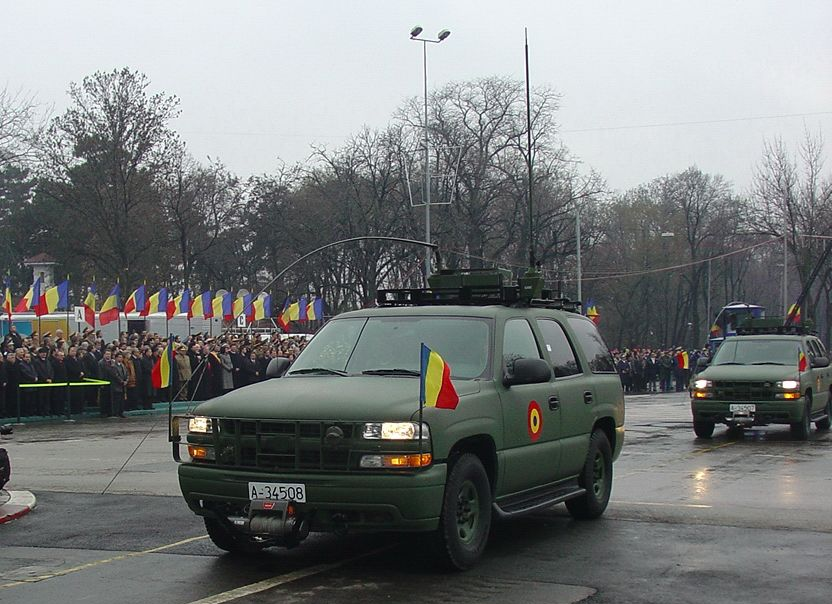
Внедорожники LSSV Tahoe в Румынии

Милитаризация стандартных пикапов и внедорожников GM для превращения их в LSSV включает в себя внешние изменения: окрасы Chemical Agent Resistant Coating (CARC) (лесной зелёный, песочный или трёхцветный камуфляж), затемнённые фары, военные бамперы, защита от веток, разъём для прицепов НАТО, крюк, буксировочные скобы и бортовая система на 24/12 вольт. На приборной панели находятся дополнительные элементы управления и информационные таблички. Грузовые автомобили также могут быть оснащены опорами для оружия в кабине, крюками для крепления груза, складными сиденьями для солдат, инструментами для прокладывания дорог, лебёдками и другими военными аксессуарами. В Канадской армии автомобили называют «Milverado» — портманто от Military Silverado, «Milcot» — от military commercial off-the-shelf и «Love W» — сокращение от LUVW.
Пакет расширенной мобильности (Enhanced Mobility Package, EMP) включает в себя усиленную подвеску, антиблокировочную систему тормозов на всех четырёх колёсах, блокируемый задний дифференциал, шины с бортовым креплением, систему контроля давления в шинах (TPMS) и другие усовершенствования. Около 2000 единиц LSSV были проданы американским и международным военным и правоохранительным организациям.

#### Модификации

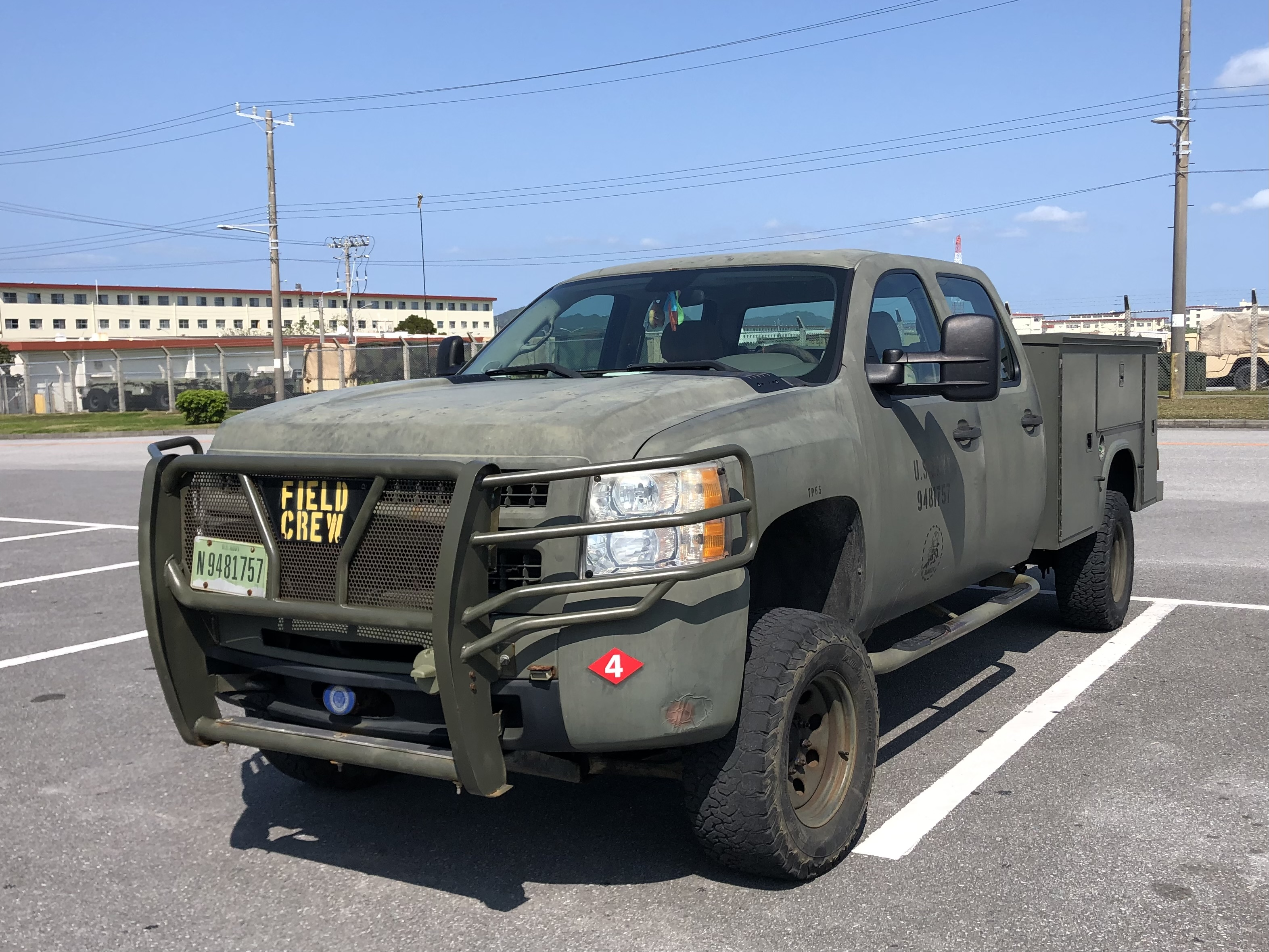
Chevrolet LSSV Utility на базе 2007-13 Silverado, Кэмп-Батлер, Окинава

- Пикап для перевозки грузов или войск (двухдверный, с удлинённой кабиной, или четырёхдверный Silverado) — грузоподъёмность: 1454 кг; максимальный вес прицепа при движении по шоссе: 5443 кг.
- Грузовой, десантный или командный автомобиль на базе четырёхдверного внедорожника Tahoe — грузоподъёмность: 696 кг; максимальный вес прицепа при движении по шоссе: 3946 кг.
- Грузовой, десантный или командный автомобиль на базе четырёхдверного внедорожника Suburban — грузоподъёмность: 1291 кг; максимальный вес прицепа при движении по шоссе: 4536 кг.
- Санитарный автомобиль на базе Silverado 2500-HD.

#### Операторы
- Гамбия
- Греция
- Канада
- Румыния
- Соединённые Штаты Америки